# 熊谷富由美
熊谷 富由美（くまがい ふゆみ、1950年〈昭和25年〉6月18日 - ）は、元西日本放送のアナウンサー。

## 人物
香川県高松市出身。慶應義塾大学文学部在学中に文化放送でアルバイトを経験。自分の思っていることを音や映像で表現したいという思いが強くなり、アナウンサーを志した。
大学卒業後、1974年西日本放送に入社。テレビの生放送CMでアナウンサーデビュー。
高松高等予備校が提供で、受験シーズンといわれる1月から3月末まで放送されるラジオ番組の「村上良一の『親への提言』」では、ナレーターの槇大輔から「合格の女神」と称されていた。
65歳で西日本放送を定年退職。現在も勤務していた西日本放送ラジオに出演している。

## 現在の担当番組
- RNC TODAY

## 過去の担当番組
- サンデーアタック7200秒[1]
- 日産バージョン・アップサウンド[1]
- 勇気が出るラジオ ワイド!まっぴるマン
- 情報てんこもりラジオでDON